# Millencourt-en-Ponthieu
Millencourt-en-Ponthieu è un comune francese di 369 abitanti situato nel dipartimento della Somme nella regione dell'Alta Francia.

## Società

### Evoluzione demografica
Abitanti censiti